# مرکز همایش‌های برج میلاد
مرکز همایش‌های برج میلاد مجموعه‌ای از چند تالار و مرکز همایش است که به شهرداری تهران وابسته است و در مجموعه یادمان تهران قرار دارد. از سالن‌های این مجموعه برای کاربری‌های متفاوتی مانند نمایشگاه، پذیرایی، کنسرت، همایش و سینما استفاده می‌شود.

## سالن‌ها
- سالن اصلی (حافظ): ۱۶۰۰ نفر
- سالن کنفرانس ۱۱۰ نفره
- سالن کنفرانس ۶۶ نفره
- سالن کنفرانس سعدی: ۲۰۰ نفر
- سالن کنفرانس رودکی: ۲۰۰ نفر
- سالن کنفرانس ویژه: ۶۰ نفر